# Masarykova veřejná knihovna

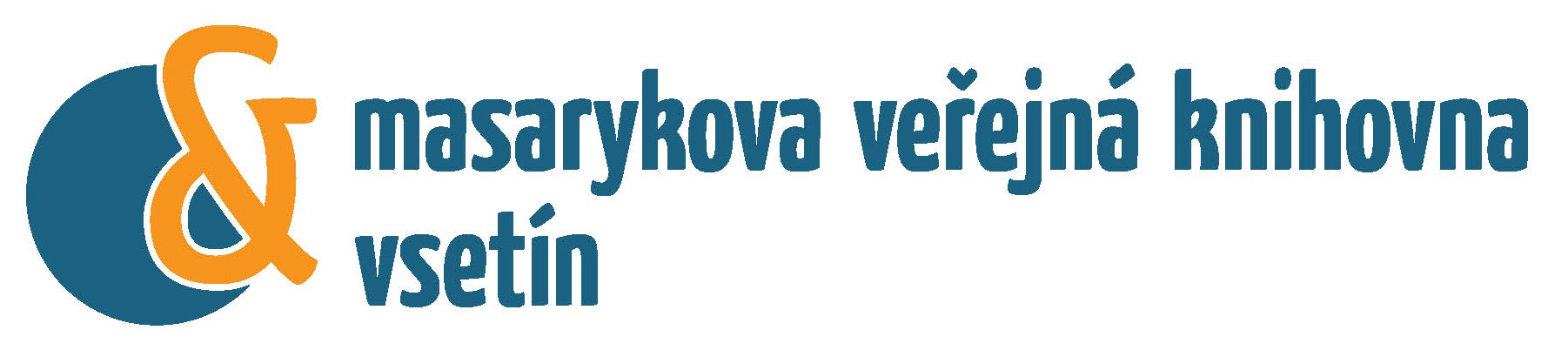
Logo Masarykovy veřejné knihovny Vsetín

Masarykova veřejná knihovna Vsetín (MVK Vsetín) je příspěvková organizace města Vsetín. Je veřejnou knihovnou s univerzálními knihovními fondy a regionálním centrem pro síť veřejných knihoven okresu Vsetín. Sídlí na adrese Dolní náměstí č.p. 1356. Součástí knihovny je Turistické informační centrum Vsetín. Knihovna má dále dvě sídlištní dětské pobočky v Luhu a v Rokytnici.

## Historie

### Počátky knihovnictví ve Vsetíně
Čtenářský život ve Vsetíně souvisel se spolkovou činností v 19. století. O otevření první veřejné knihovny ve Vsetíně se zasloužil Vzdělávací spolek Snaha roku 1879, k roku 1900 měla tato knihovna 2 550 knih. Roku 1913 sdružené spolky za vedení Osvětového sboru pro Vsacko otevřely první veřejnou čítárnu.

### Založení knihovny
22. července 1919 vstoupil v platnost zákon o veřejných knihovnách obecních, který uložil všem obcím za povinnost zřizovat veřejné knihovny. Ve Vsetíně bylo již roku 1918 usneseno „zříditi na náklad obce veřejnou knihovnu a čítárnu“, avšak v poválečném zmatku bylo toto usnesení opomenuto. Konečné usnesení ke zbudování knihovny pochází ze 7. března 1920, kdy se v rámci oslav 70. narozenin T. G. Masaryka městské zastupitelstvo usneslo, aby: „zřízena byla na Vsetíně veřejná knihovna Masarykova, a čítárna“. 2. února 1921 byla Masarykova veřejná knihovna otevřena. Čítárna při ní zřízena nebyla.

### Prvních třicet let knihovny (1921–1951)
Čerstvě založená knihovna byla provizorně umístěna v zasedací síni radnice. V roce 1924 měla 2 652 svazků, do knihovny se zapsalo 700 čtenářů, kteří si dohromady vypůjčili 15 526 knih. Prvním knihovníkem byl učitel Bohumil Lehký, který působil v knihovně až do roku 1939. Jmenována byla i knihovní rada, jejím předsedou byl zvolen František Brodský, jednatelem Richard Pavlík, pokladníkem Viktor Bečka. Roku 1932 byla knihovna přemístěna do domu č. 152 na Palackého ulici.
Na začátku okupace bylo z knihovny vyřazeno mnoho knih a došlo i k první změně názvu, knihovna musela vypustit jméno Masaryka. V letech 1939–1945 zastával povinnosti knihovníka odborný učitel Stanislav Lakota. Po 2. světové válce byl profesionálním knihovníkem jmenován Zdeněk Ruda. Roku 1947 se knihovna přestěhovala do klubovního domu Zbrojovky v Jiráskově ulici. Stará budova bývalé Thonetovy továrny byla sice nově vybavena, ale chátrala. Větší prostory však umožnily otevření samostatného hudebního oddělení a roku 1948 zde byla otevřena městská čítárna a základ pozdější studovny. V knihovně působilo samostatné dětské oddělení, které vzniklo roku 1951, a novinkou byl volný výběr knih.

### Knihovna v období komunistického režimu (1951–1989)

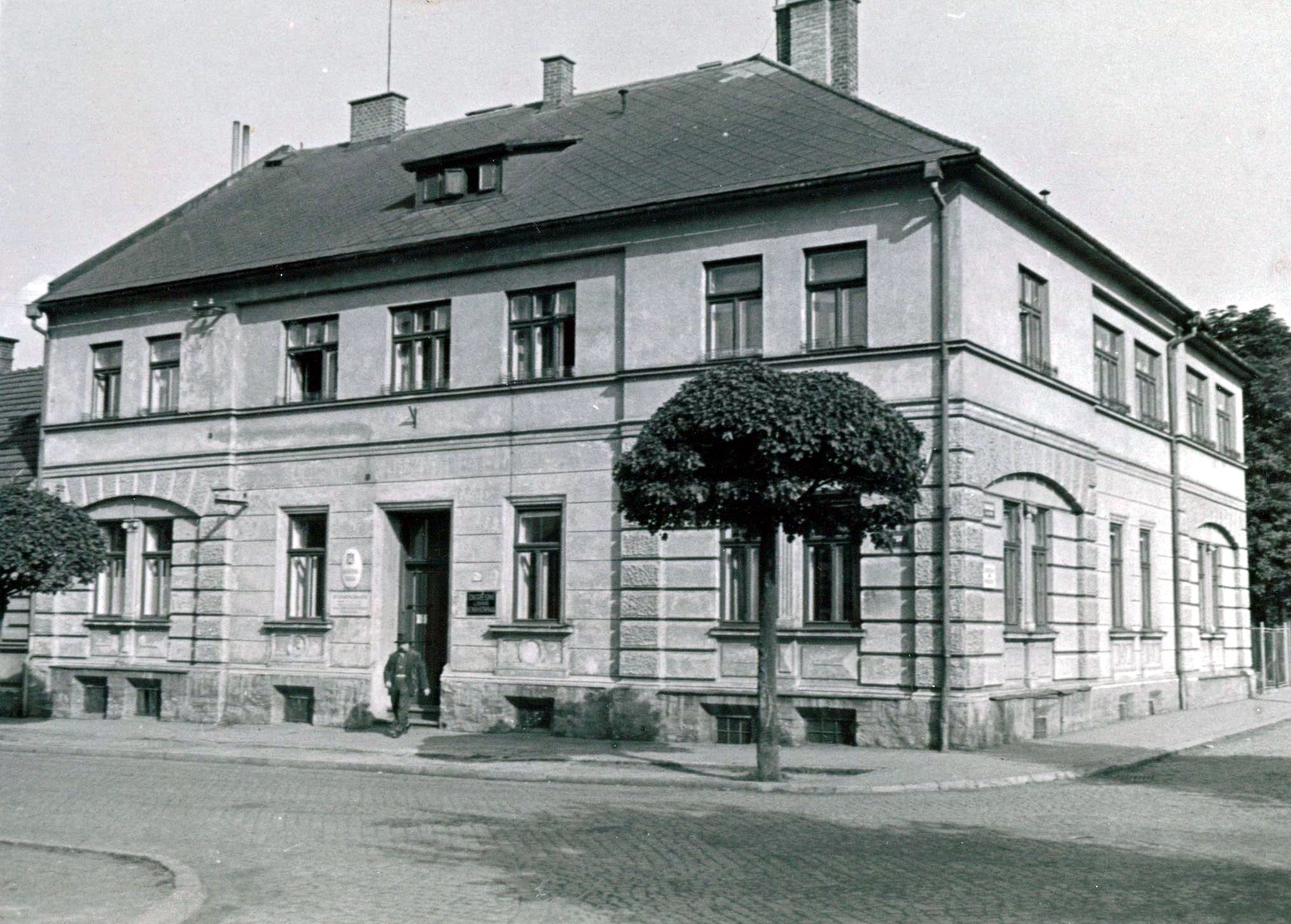
Budova vsetínské knihovny na Svárově, asi rok 1957

V 50. letech byl změněn název knihovny na Okresní lidovou knihovnu a proběhla vlna vyřazování – zmizela literatura protikomunistická, legionářská, „kapitalistická literatura Západu“, detektivky, publikace emigrantů, ale také literatura braková. Roku 1957 se knihovna přestěhovala do budovy na Svárově (kde sídlila až do roku 2006).

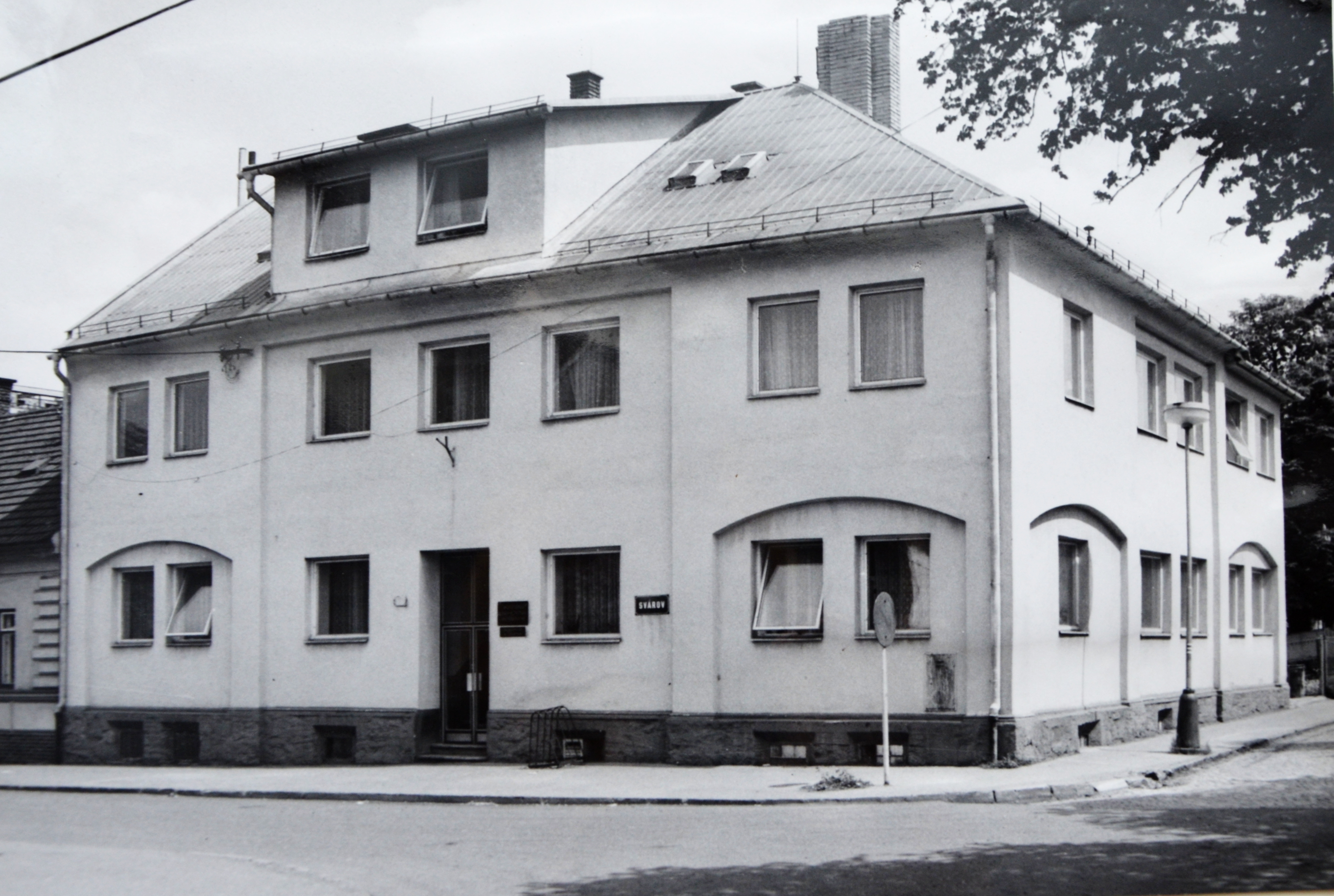
Budova vsetínské knihovny na Svárově, asi rok 1983

Zpočátku získala pouze část přízemí. Do nových prostor se nevešla čítárna a dětské oddělení, proto od roku 1958 sídlily v domě na Dukelské ulici. Čítárna se s knihovnou sloučila roku 1965, kdy knihovně připadlo 1. a 2. patro budovy na Svárově. Roku 1966 bylo otevřeno oddělení pro dospívající mládež. Roku 1968 bylo zřízeno oficiální hudební oddělení a dětské oddělení se přesunulo do Domu služeb v Luhu, kde sídlí dodnes. Roku 1971 začala Okresní knihovna systematicky budovat oddělení regionální literatury, kterou shromažďovala od roku 1964. Navíc přibyla povinnost soustřeďovat a archivovat tiskoviny vydávané na území okresu.
V dokumentech o činnosti knihovny ze 70.–80. let bylo nutné jasně deklarovat její politickou angažovanost. Roku 1973 bylo otevřeno samostatné oddělení politické literatury v Domě politické výchovy (zrušeno v prosinci 1989). Roku 1973 bylo také otevřeno další dětské oddělení v Domě služeb na Trávníkách. Toto oddělení zde působilo až do roku 2012, kdy bylo přestěhováno do centrální budovy. Roku 1974 bylo zrušeno vybírání poplatků ve všech lidových knihovnách (první pokus o jejich zrušení proběhl v letech 1961–1964) a rozšířila se spolupráce s knihovnami jiných sítí (zejména s knihovnami ROH, školními, zdravotnickými a muzejními knihovnami). Po získání celé budovy na Svárově (1979) byla zahájena celková rekonstrukce, knihovna byla po rekonstrukci znovu otevřena v roce 1981. Roku 1982 vzniklo třetí dětské oddělení v Domě služeb „Kotovo“ v Rokytnici, které zde sídlí doposud.

### Knihovna po roce 1989

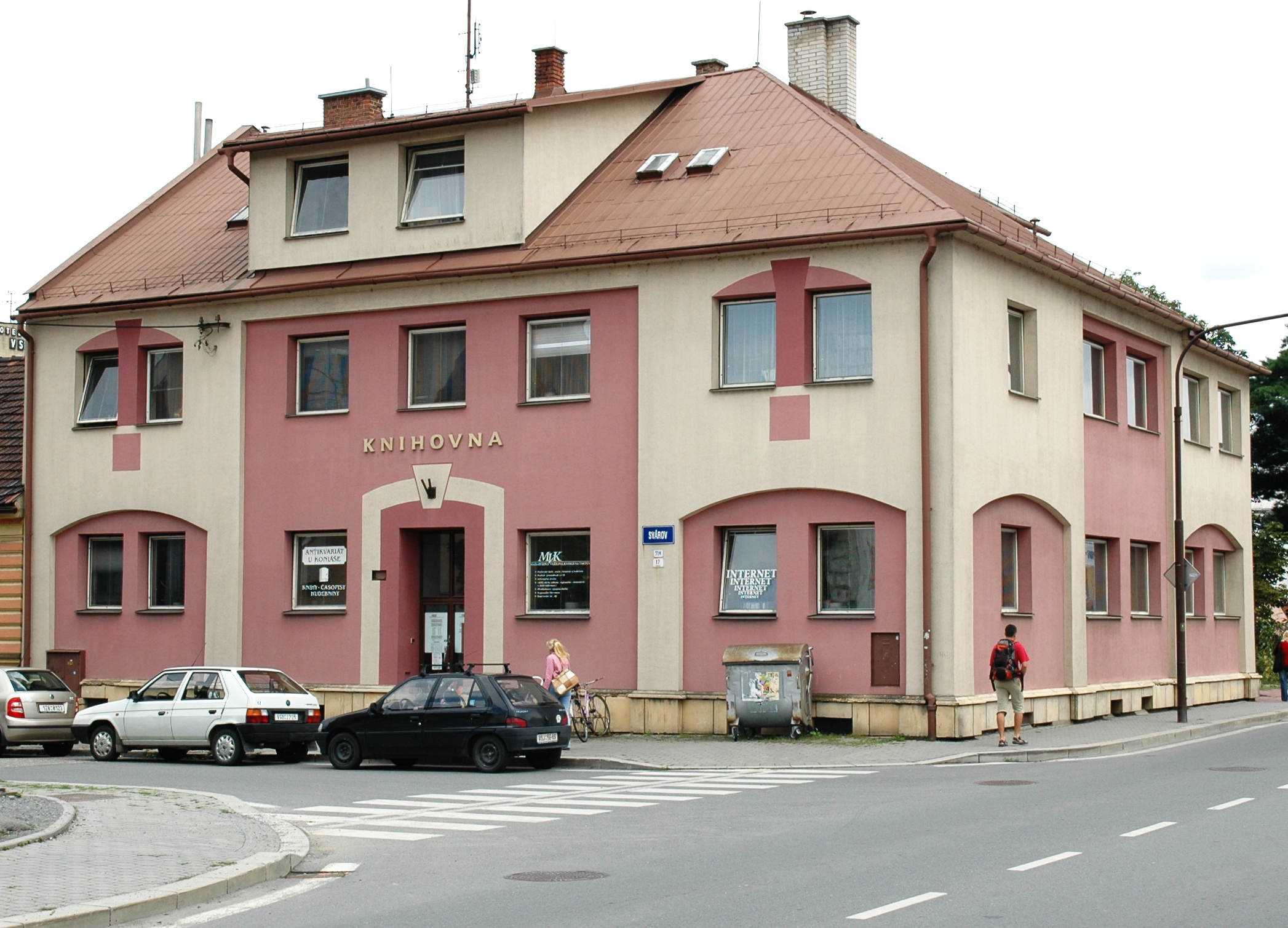
Budova vsetínské knihovny na Svárově, rok 2005

V 90. letech došlo ke sloučení oddělení pro mládež a hudebního oddělení, byl otevřen antikvariát, zprovozněna kopírovací služba a zavedeny čtenářské poplatky. V roce 1992 byla otevřena Zvuková knihovna pro nevidomé a slabozraké. První počítač byl do knihovny pořízen roku 1991, roku 1997 byl zpřístupněn internet pro veřejnost a od roku 1998 byl spuštěn automatizovaný výpůjční proces. V 90. letech se knihovna zapojila do prvních grantů a projektů (např. grant Informační služby drobným a středním podnikatelům, roku 1993) a díky projektu Cesta knihovny ke vzdělávacímu a komunitnímu centru regionu (2003) přesídlila knihovna roku 2006 na Dolní náměstí do nově zrekonstruované budovy č. p. 1356. Součástí knihovny se stalo i Turistické a informační centrum Vsetín (doposud fungovalo na Městském úřadě ve Vsetíně).

## Služby
Knihovna je plně automatizovaná, výpůjčky jsou evidovány v systému Verbis. Knihy a zvukové knihy pro slabozraké a nevidomé se půjčují domů na jeden měsíc s možností prolongace, časopisy a stolní hry pouze na jeden měsíc, CD na dva týdny.
Centrální půjčovna
Centrální půjčovna sídlí ve 2. patře knihovny na Dolním náměstí a tvoří ji volný výběr. Knihy se půjčují domů a provádí se zde centrální registrace nových čtenářů. Kromě knih zde lze zapůjčit i stolní hry, tematické kufříky, deštníky a brýle. Knihy lze vyhledat prostřednictvím on-line katalogu Archivováno 2. 1. 2017 na Wayback Machine., který umožňuje objednávky, rezervace a prodlužování.
Dětské půjčovny
Knihovna má k dispozici tři dětské půjčovny – na Dolním náměstí (ve 3. patře), v Rokytnici a Luhu. K návštěvě stačí jedna registrace v knihovně. Prioritou dětských knihoven je půjčování knih a časopisů a podpora čtenářství, především formou besed pro školy a veřejných čtení. Dále nabízejí internet pro veřejnost a stolní hry.
Čítárna a hudební oddělení
Čítárna novin a časopisů a hudební oddělení jsou propojeny s K-klubem a studovnou. Návštěvníci mohou využít přes 200 titulů periodik a přes 4 000 CD. Součástí hudebního oddělení je i fond hudební literatury (partitury, notové záznamy, libreta, knihy o hudbě a životopisy hudebníků).
Komunitní klub
Komunitní klub (K-klub) plynule navazuje na čítárnu. Jedná se o volně přístupný prostor, ve kterém není nutné mít registraci do knihovny. Od roku 2013 je jeho součástí komiksový koutek U Mouchy CC.
Studovna a regionální oddělení
Studovna s regionálním oddělením je umístěna ve 3. patře knihovny a je propojena s čítárnou. Knihy se půjčují pouze prezenčně. Studovna také poskytuje bibliograficko-informační služby a rešerše a má k dispozici databáze CODEXIS a ASPI (elektronické sbírky zákonů), PressReader a Anopress. Spolu s čítárnou zajišťuje studovna službu Moje ID.
Turistické informační centrum
Turistické informační centrum Vsetín je umístěno v dolní části zrekonstruované prosklené budovy, má vstup v přízemí "z chodníku". Poskytuje informace nejen turistům, ale i místním občanům. Půjčuje kola a trekové hole. Provozuje čtyři vstupenkové portály a nabízí upomínkové předměty. 

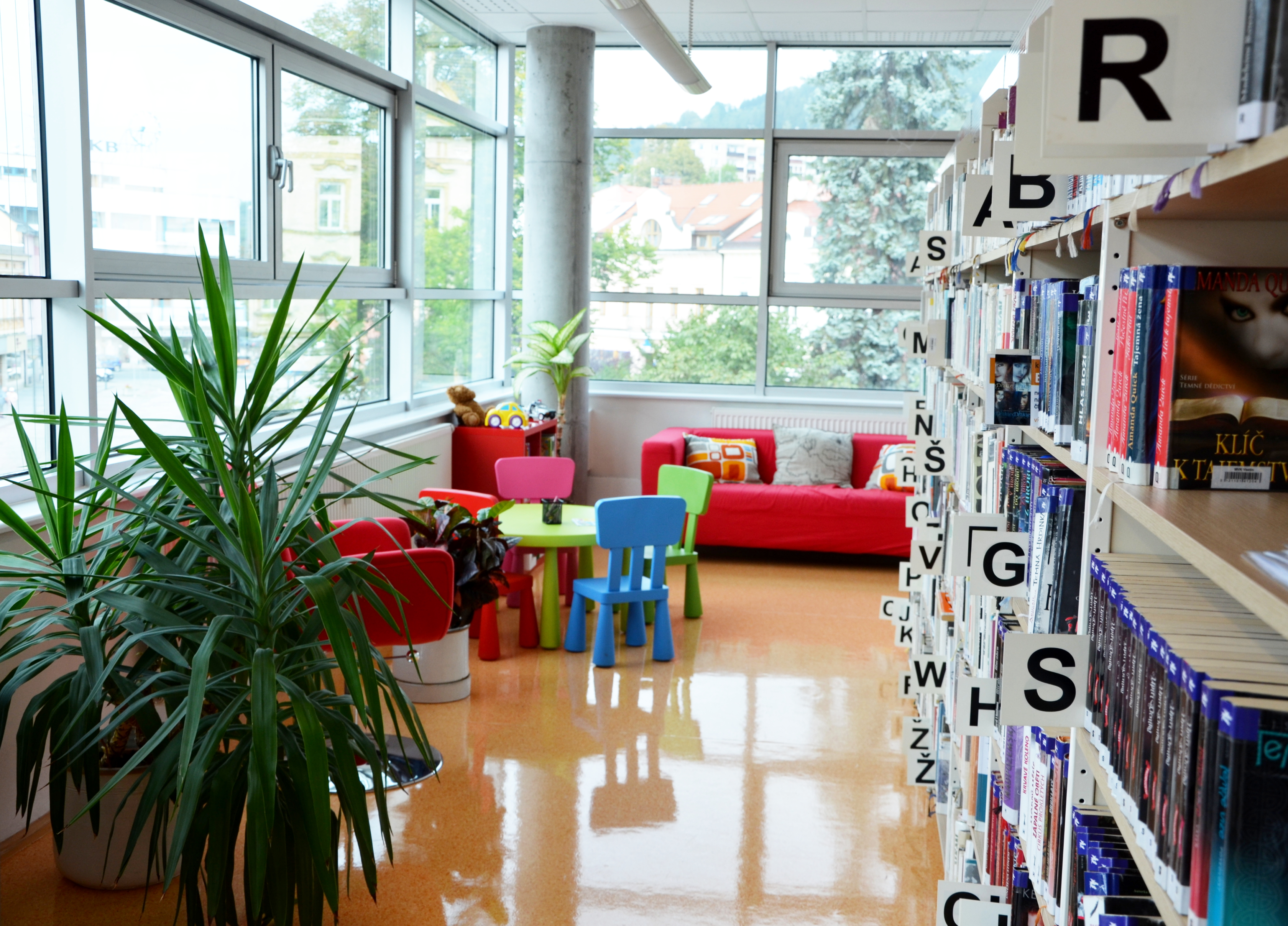
Masarykova veřejná knihovna Vsetín, centrální půjčovna (2. patro)
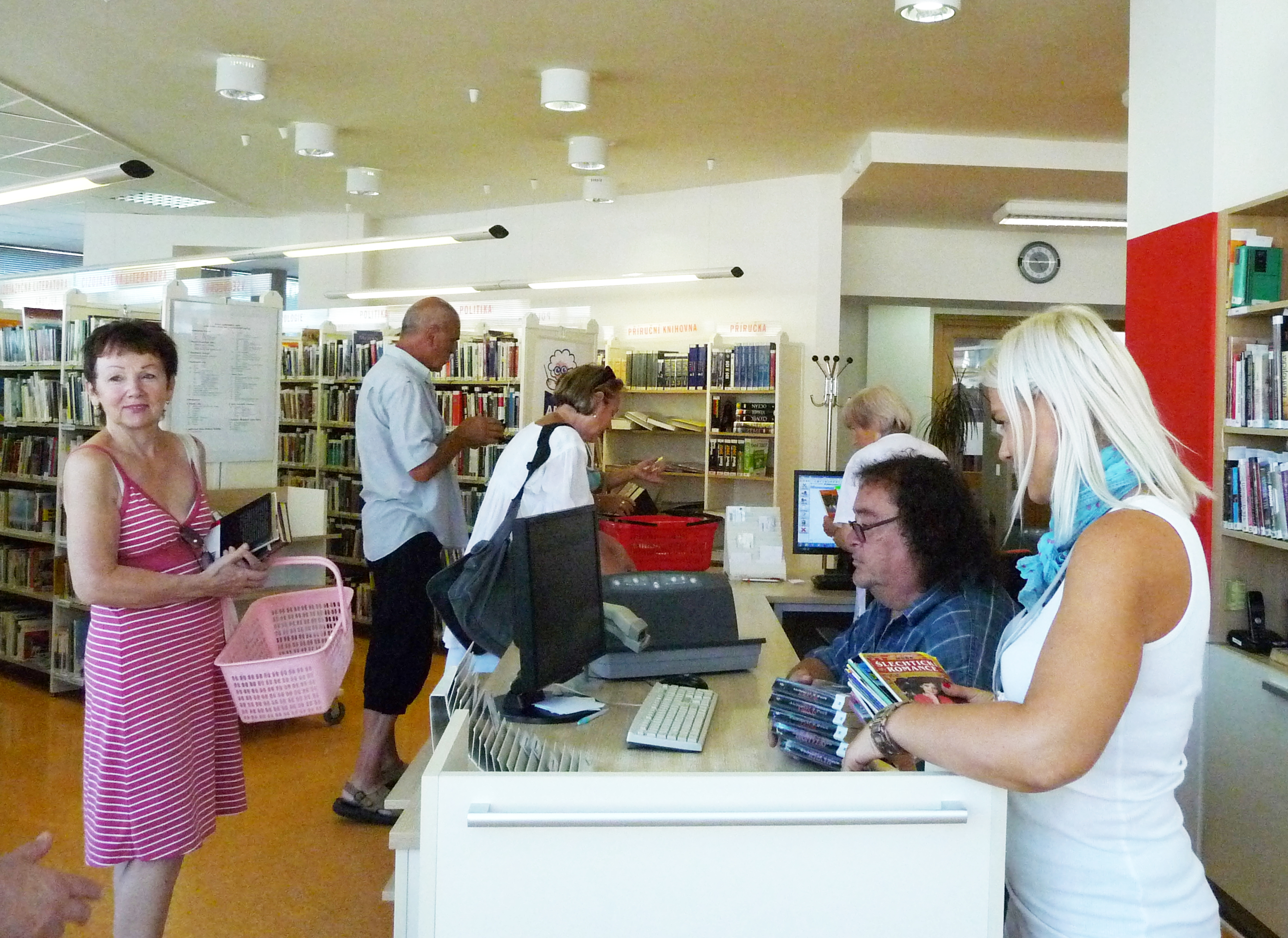
Masarykova veřejná knihovna Vsetín, centrální půjčovna (2. patro)
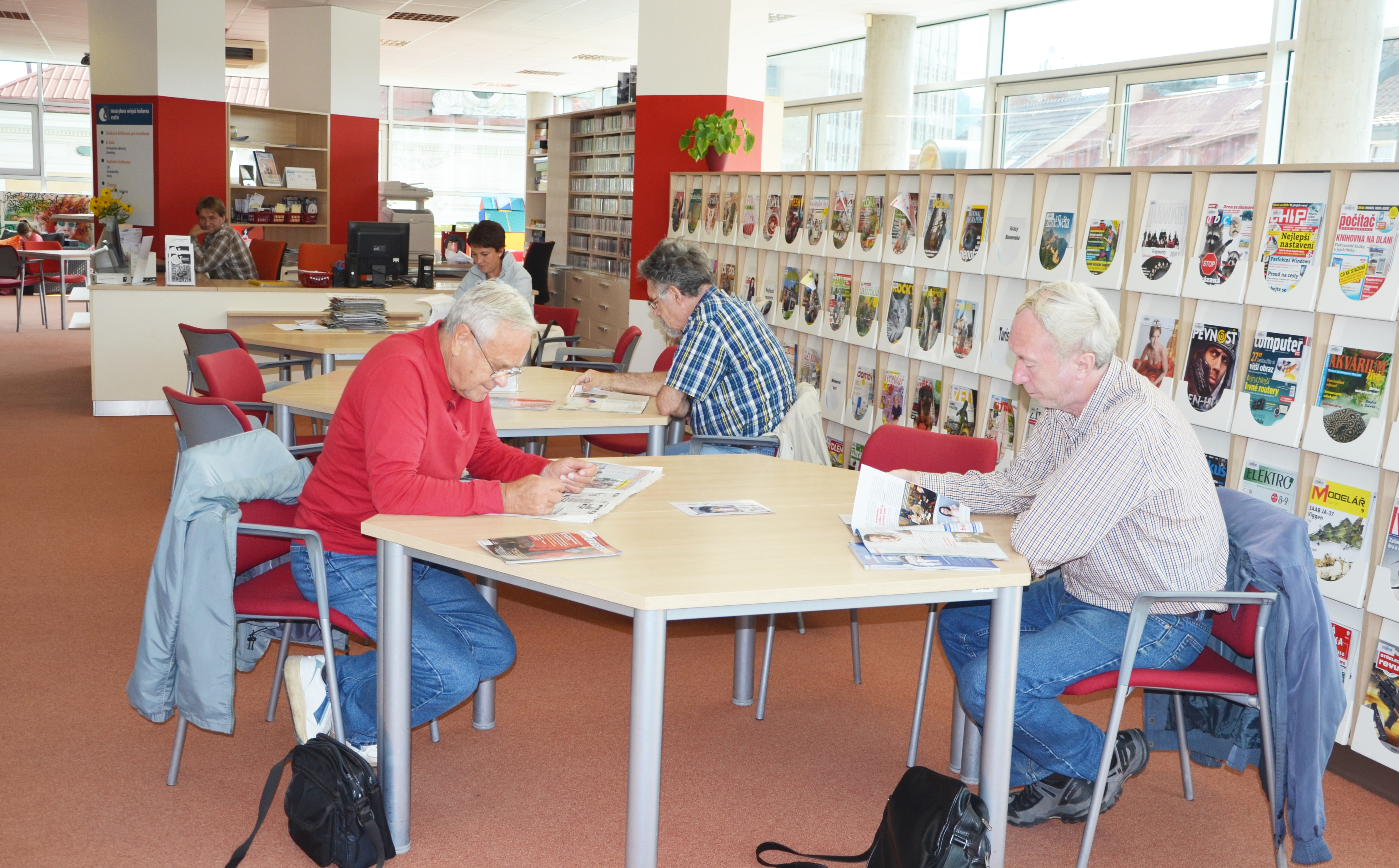
Masarykova veřejná knihovna Vsetín, čítárna (3. patro)
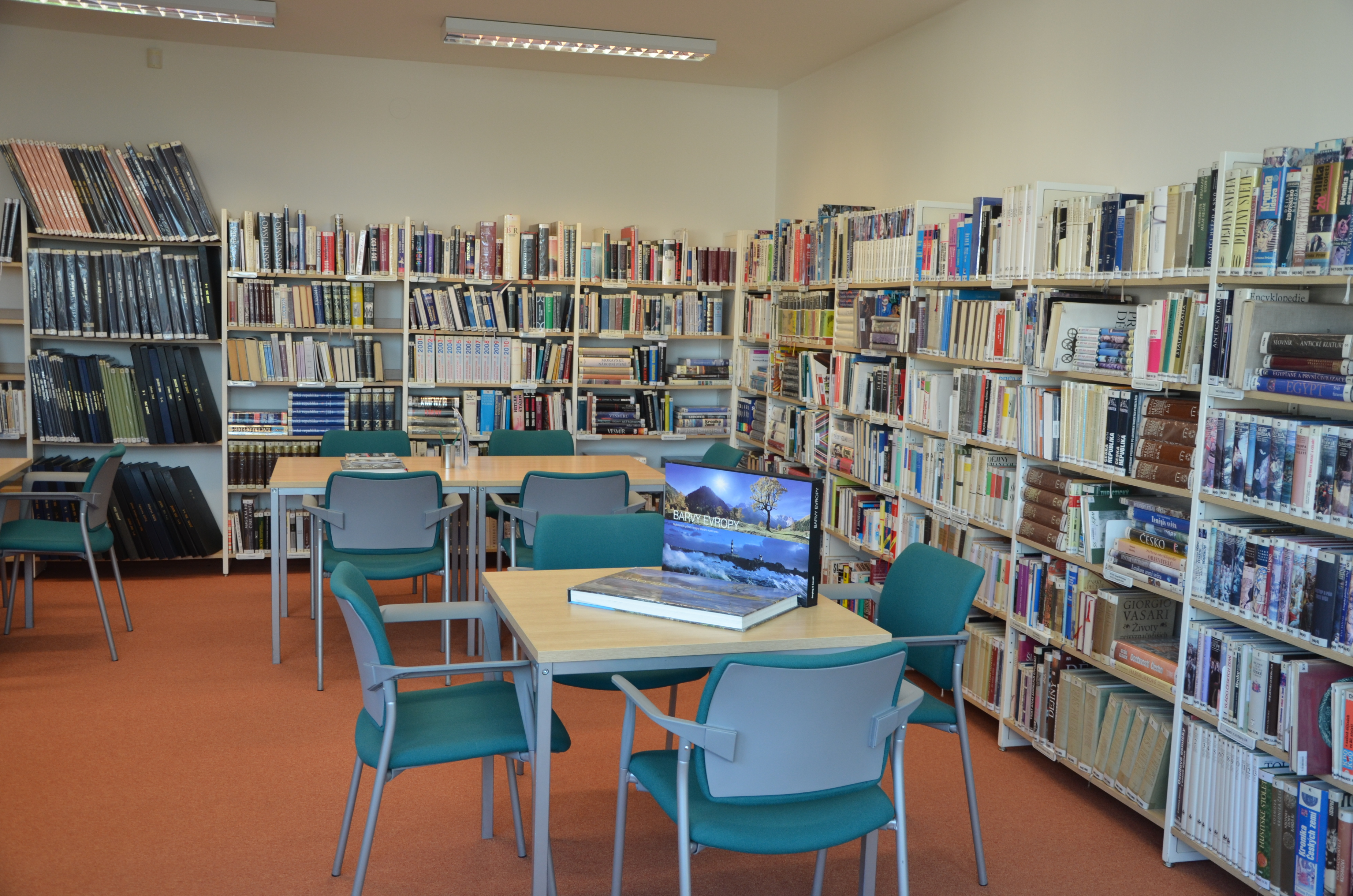
Masarykova veřejná knihovna Vsetín, studovna a regionální oddělení (3. patro)
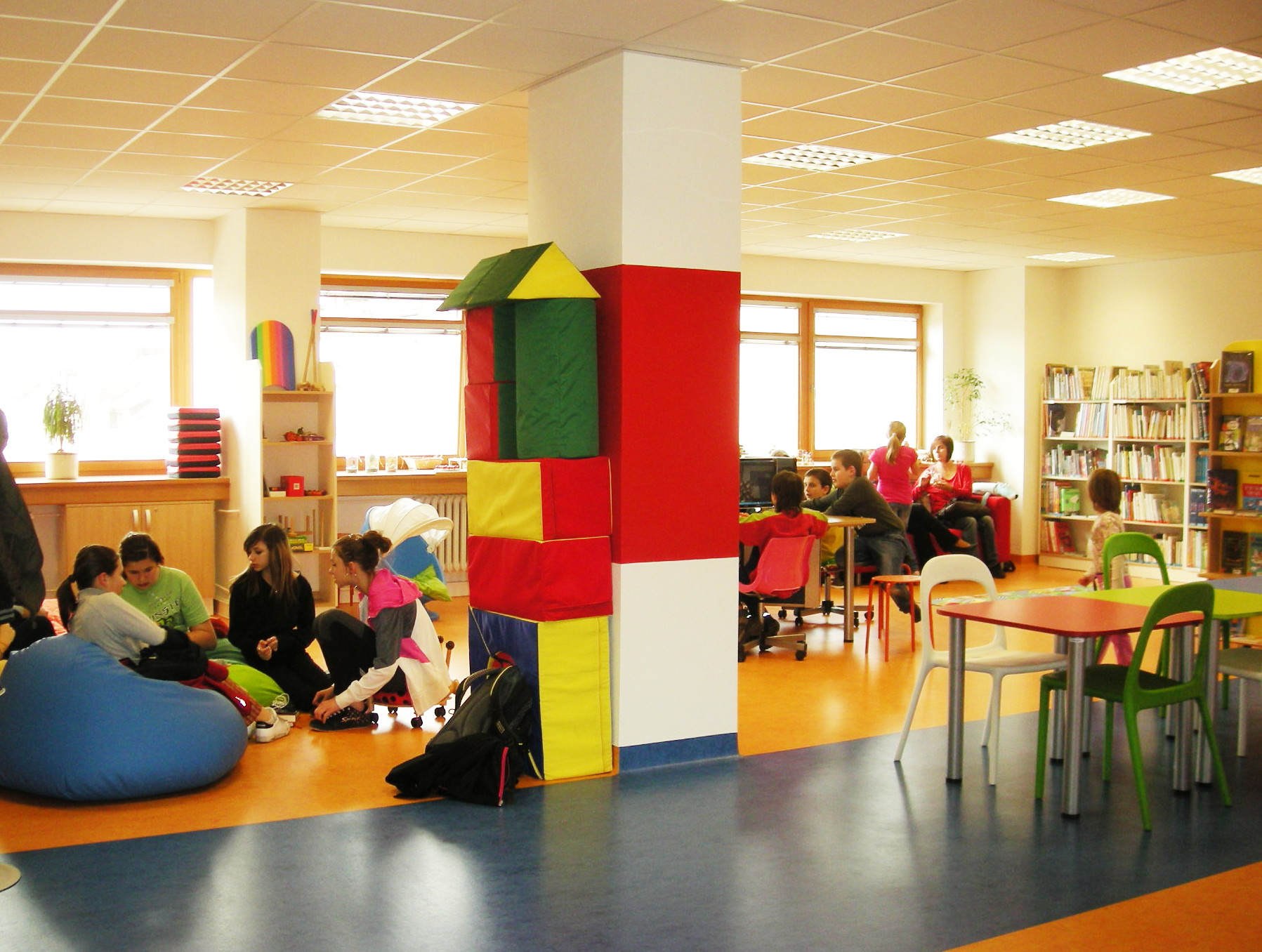
Masarykova veřejná knihovna, dětská půjčovna (3. patro)
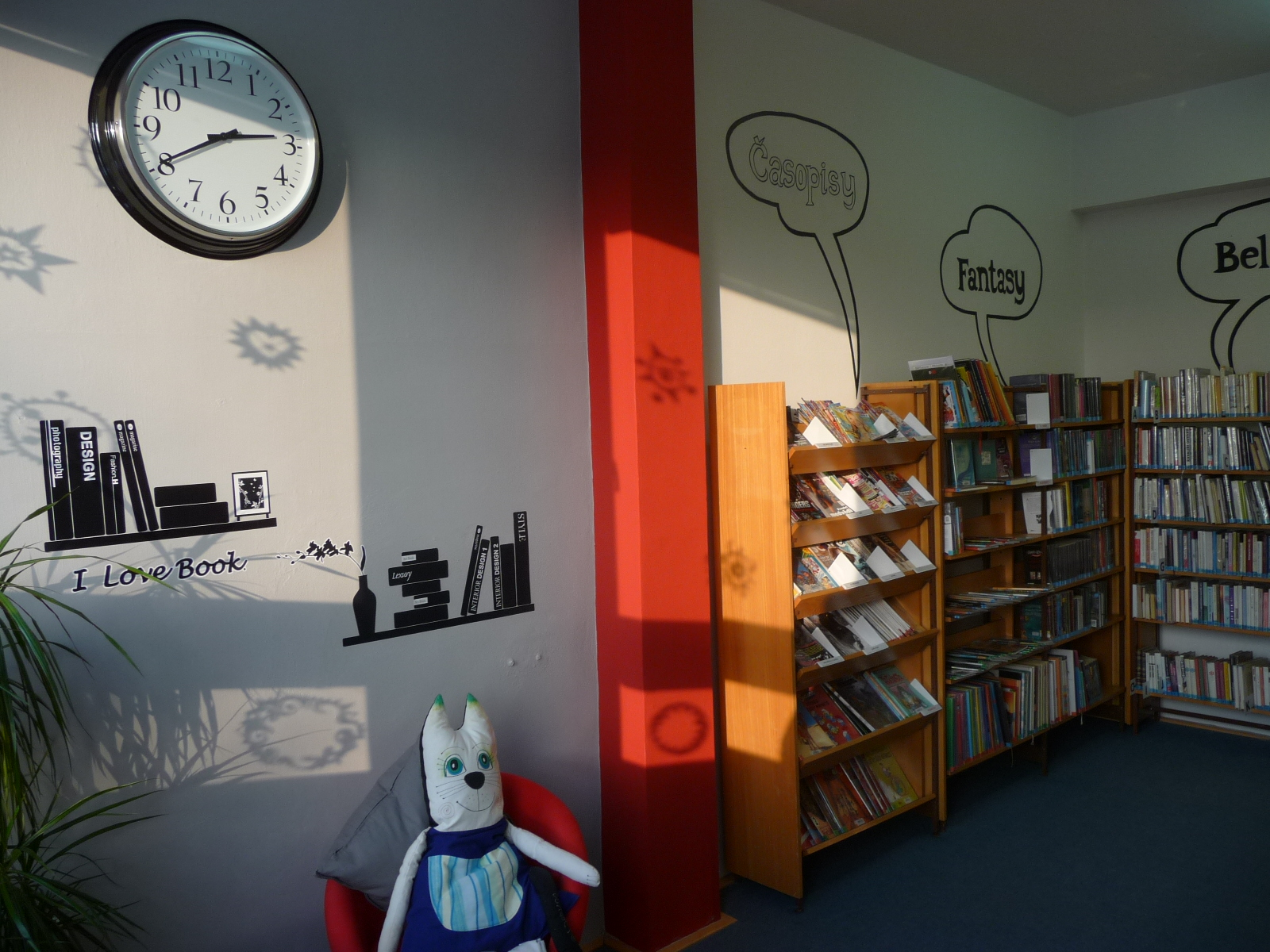
Masarykova veřejná knihovna Vsetín, dětské oddělení Luh
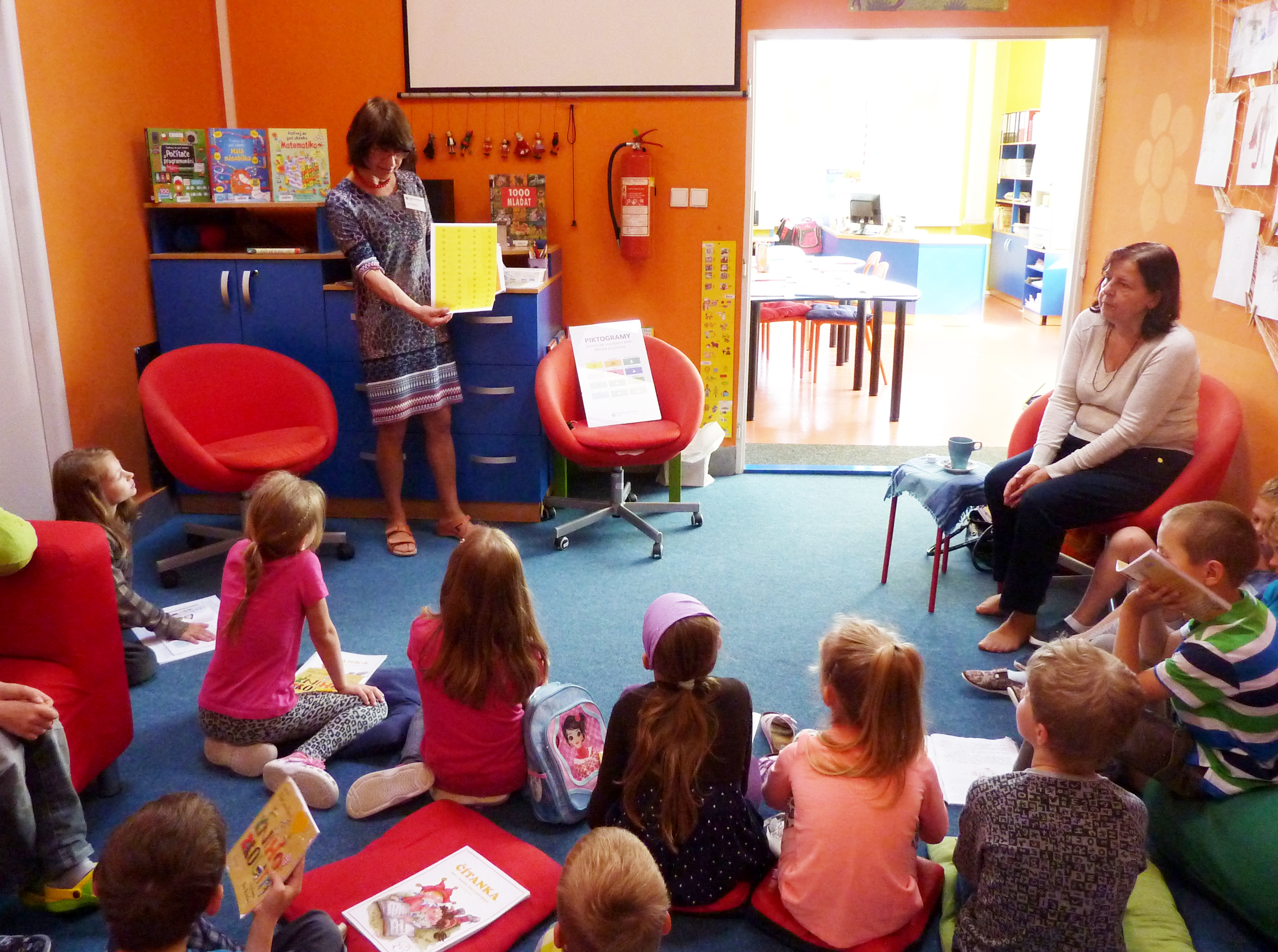
Masarykova veřejná knihovna Vsetín, dětské oddělení Rokytnice
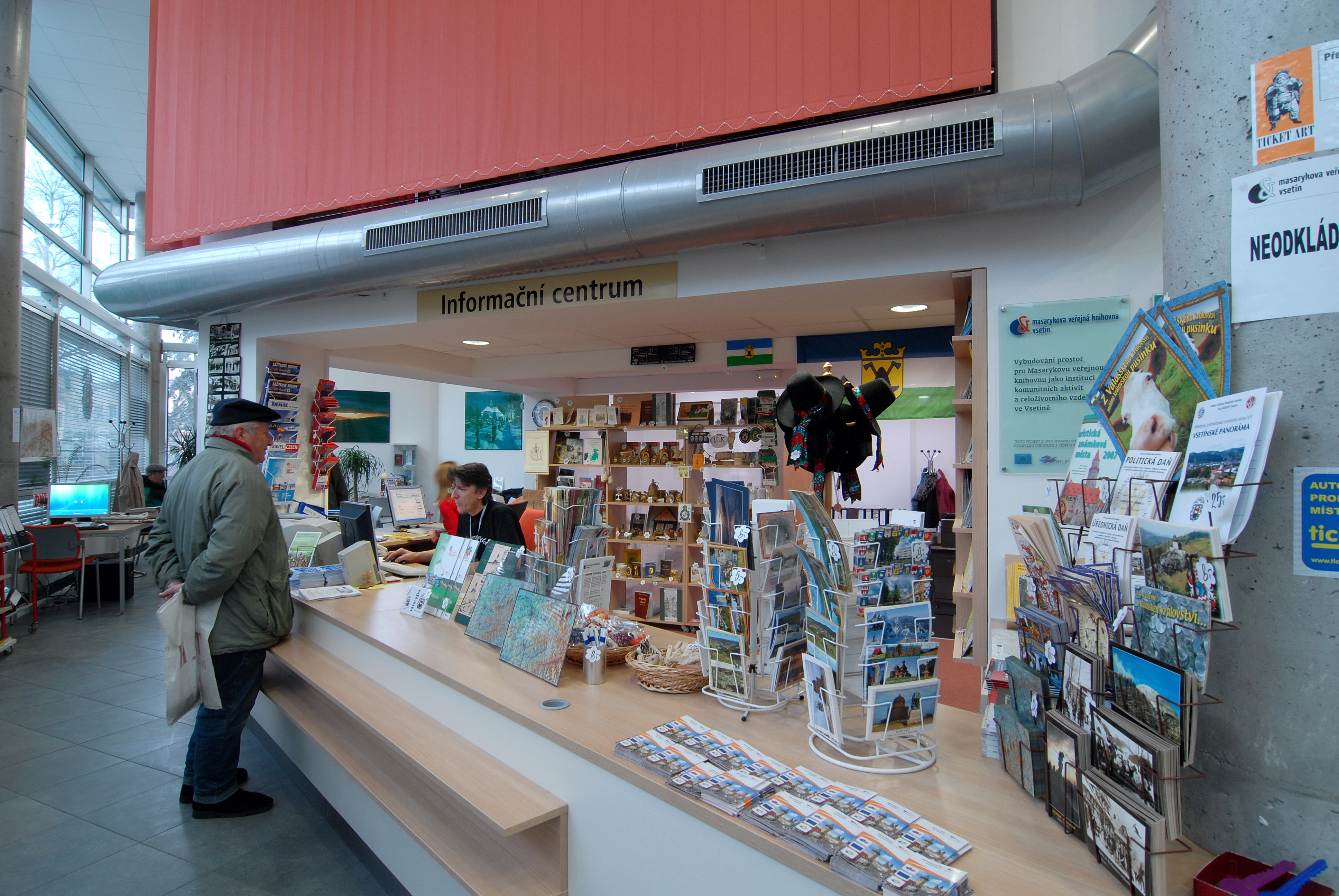
Turistické a informační centrum Vsetín

## Středisko knihoven okresu Vsetín

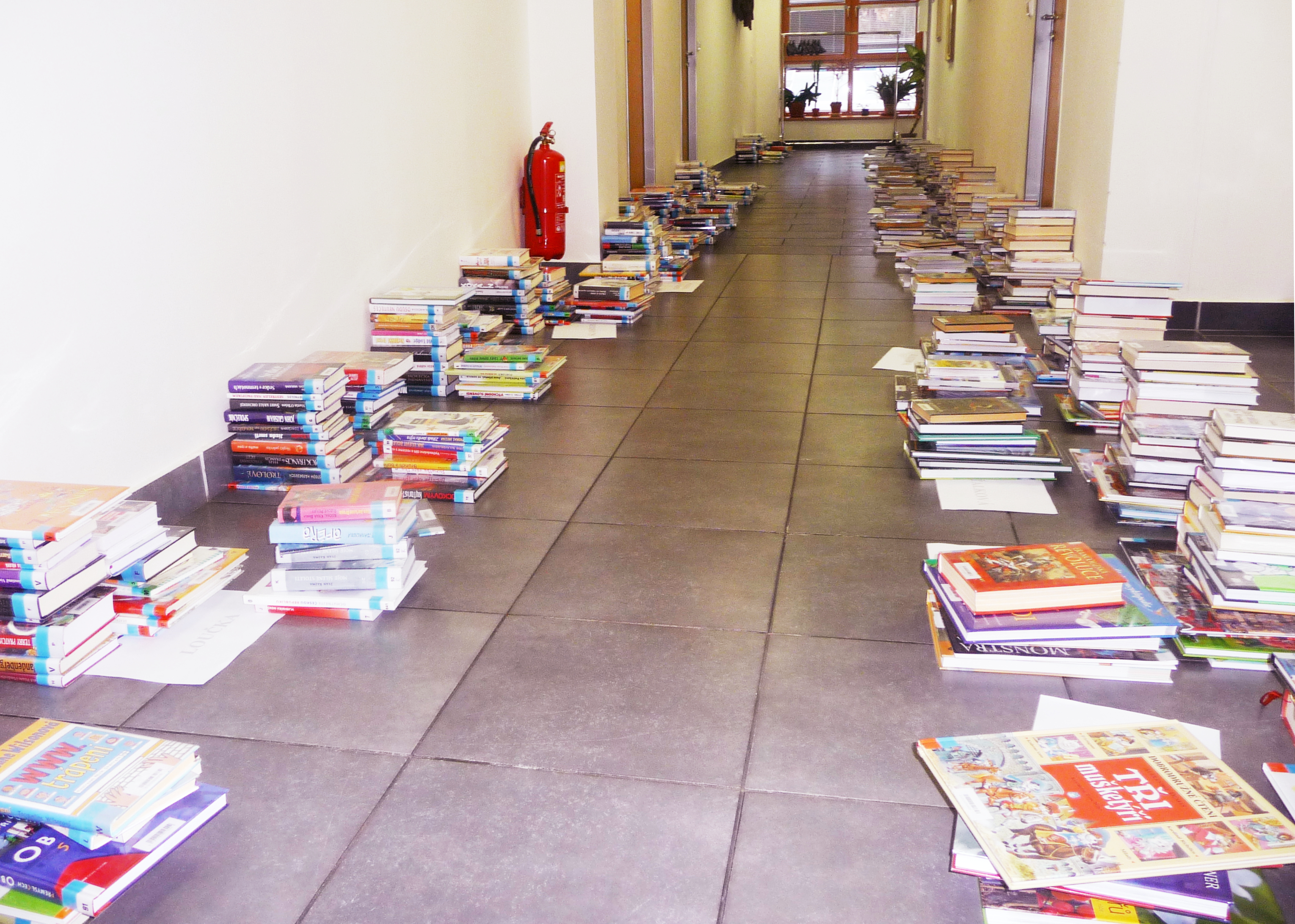
Příprava cirkulačních souborů ve vsetínské knihovně

Vsetínská knihovna působí jako metodické středisko pro knihovny okresu Vsetín. Regionální funkce jsou zajišťovány Masarykovou veřejnou knihovnou Vsetín na základě smlouvy s Krajskou knihovnou Františka Bartoše ve Zlíně. V současnosti obsluhuje 78 knihoven. Podpora knihoven spočívá především v instruktážích a sjednocení knihovnické techniky a dále v přísunu nových knih v cirkulačních souborech, počet souborů je 226 (k 31.12.2016).
Historie
Samostatný metodický koutek vznikl roku 1954 a rozvoj jeho činnosti pokračoval především v 60. letech. Během 70. let vznikla jednotná sít knihoven se 12 střediskovými knihovnami a od roku 1979 byl zaveden systém centrálního řízení. Zlomem v práci knihovnického střediska byl rok 1996, kdy došlo k přesunu správy knihoven do pravomoci měst a obcí.

## Literární soutěže
Pořádání literárních soutěží doprovází knihovnickou činnost již od 50. let. Roku 1992 pořádala knihovna celookresní literární soutěž Člověk na této zemi. Roku 1999 uspořádala vsetínská knihovna poprvé dětskou literární soutěž O poklad strýca Juráša. Jedná se o soutěž krajskou (součást národního projektu Kde končí svět). Městského kola se průměrně účastní cca 100 dětí. Roku 2001 započala literární soutěž pro mladé začínající autory Talent ze šuplíku.

## Ocenění
- 2014 – Městská knihovna roku
- 2015 – 1. místo v soutěži Biblioweb
- 2015 – 3. místo v soutěži Kamarádka knihovna
- 2017 – 3. místo v soutěži Kamarádka knihovna
- 2019 – 1. místo v soutěži Kamarádka knihovna
- 2020 – Městská knihovna roku

## Knihovní fondy a čtenáři
|                      | 2014    | 2015    | 2016    | 2017    | 2018    |
| Registrovaní čtenáři | 6 856   | 6 978   | 7 051   | 7 614   | 7 235   |
| (z toho do 15 let)   | 1 540   | 1 596   | 1 649   | 1 806   | 1 870   |
| Výpůjčky             | 399 825 | 392 840 | 388 968 | 381 187 | 372 648 |
| Knihovní fond        | 113 765 | 115 962 | 118 655 | 121 075 | 119 878 |

Knihovní fond Masarykovy veřejné knihovny čítá 119 878 knihovních jednotek (k 31.12.2018). Součástí knihovny je oddělení akvizice a katalogizace, které zajišťuje přísun nových knih, přírůstek za rok 2018 činil 6 967 knihovních jednotek, úbytek 8 164.